# Чернецов, Николай Николаевич
Никола́й Никола́евич Чернецо́в (8 марта 1874 — апрель 1944) — русский и советский архитектор, реставратор и преподаватель.

## Биография
Родился 8 марта 1874 года. Окончил Московское училище живописи, ваяния и зодчества (МУЖВЗ), в 1900 году получил звание классного художника архитектуры. Во время учебы в МУЖВЗ работал помощником С. У. Соловьёва на постройке Ходынских (Николаевских) казарм (улица Поликарпова, 19—21). Позднее продолжал работать помощником Соловьёва, приняв участие в строительстве коммерческого училища (Стремянный переулок, 28) и дома бесплатных квартир Мазурина (Улица Александра Солженицына, 27). Также работал помощником архитектора А. Ф. Мейснера на перестройке Запасного дворца (1899—1902, Садовая-Черногрязская улица, 1). С 1904 года состоял членом Московского архитектурного общества. В 1909 году преподавал на кафедре архитектуры Московского сельскохозяйственного института. В 1909—1911 годах состоял архитектором отдела постройки парков городской железной дороги. В 1918 году занимался реставрацией Московского Кремля. Позднее вновь преподавал в Сельскохозяйственной академии. В 1930-х годах служил в Управлении Московского трамвая. Жил на Новой Басманной улице, 39.

## Проекты и постройки
- Метеорологическая обсерватория им. В. А. Михельсона (здание обсерватории, ледник, инструментальная площадка и опытные делянки) (1910, улица Прянишникова, 18), выявленный объект культурного наследия[3];
- Химический (6-й учебный) корпус Тимирязевской сельхозакадемии (1911-1912, Тимирязевский пер., 2)
- Доходный дом (1911, Москва, Большой Кисловский переулок, 4, левое строение);
- Доходный дом (1911, Москва, Газетный переулок, 3);
- Ограда усадьбы С. П. фон Дервиза (Л. К. Зубалова) (1911, Садовая-Черногрязская улица, 6);
- Доходный дом графа А. Д. Шереметева (1913, Москва, Романов переулок, 5), ценный градоформирующий объект[3];
- Постройки в имении Зубалова (гараж, водонапорная башня и др.) (?, Московская область, близ станции Одинцово);
- Корпуса фабрики Соколова (?, Московская область, Богородский уезд).